# 范佩爾特山
71°15′S 35°43′E / 71.250°S 35.717°E
范佩爾特山是南極洲的山峰，位於東部南極洲的毛德皇后地，屬於法比奧拉王后山脈的一部分，海拔高度2,000米，在1960年10月7日由比利時探險隊發現。